# Sittingbourne
Sittingbourne ist eine Stadt im Norden der Grafschaft Kent in England. Es ist Hauptort und Verwaltungssitz des Borough of Swale, zählt ca. 59.000 Einwohner (Stand: 2010) und liegt verkehrsgünstig an der Autobahn M2 und der vierspurig ausgebauten A249 etwa 60 km Luftlinie von London entfernt südlich der Isle of Sheppey, von der sie durch den Kanal The Swale getrennt wird.
Siedlungsspuren lassen sich bis etwa 2000 v. Chr. nachweisen (Kelten). Die Watling Street, eine im ersten nachchristlichen Jahrhundert gebaute quer durch Britannien verlaufende Römerstraße, führte durch diesen Ort.

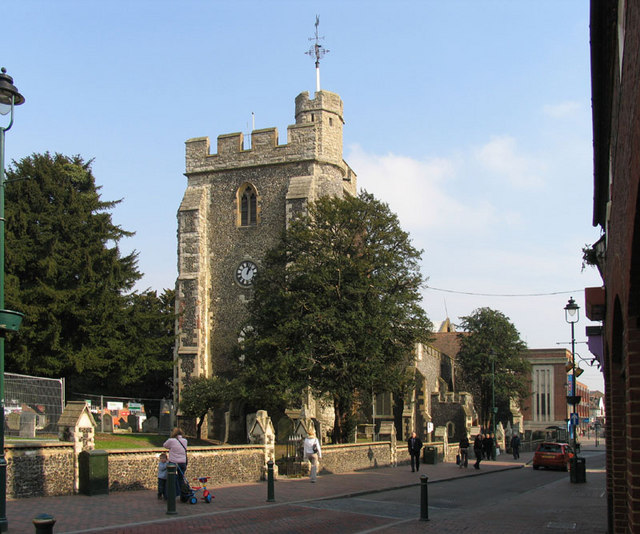
St. Michael in Sittingbourne
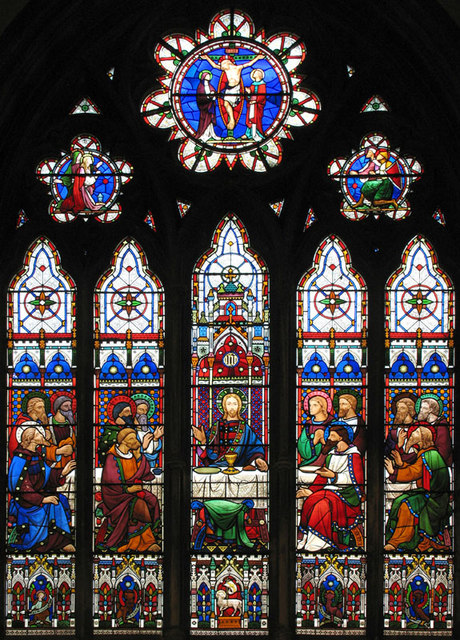
Ostfenster St. Michael mit Darstellung des letzten Abendmahls
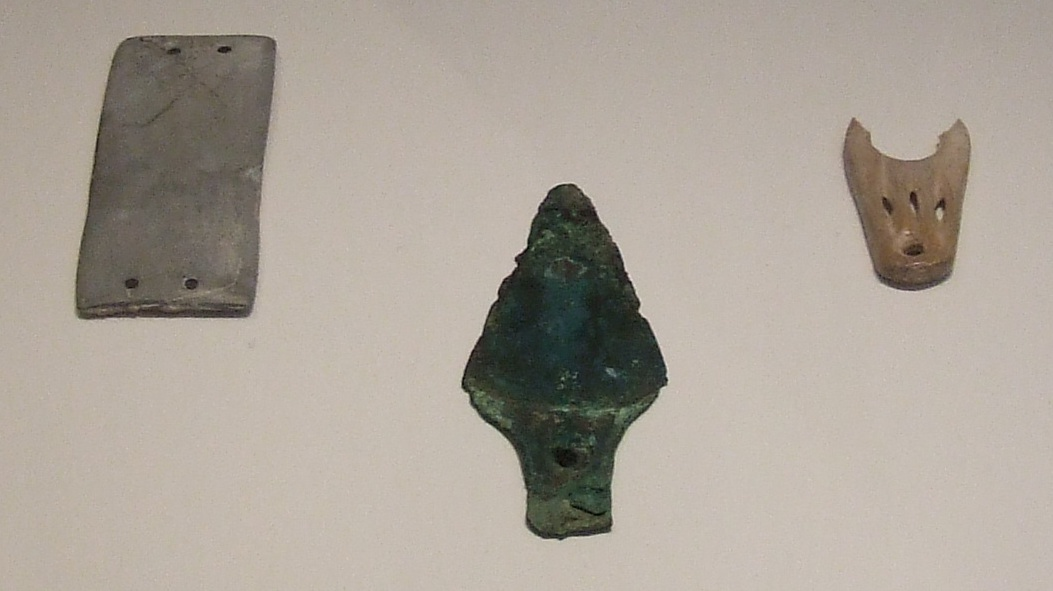
Funde aus einem kupfersteinzeitlichen Grab (2500 bis 2100 v. Chr.) bei Sittingbourne; von links nach rechts: eine steinerne Armschutzplatte, ein Kupferdolch, ein Gürtelbeschlag

## Söhne und Töchter der Stadt
- Lewis Charles Harmer (1902–1975), Romanist und Sprachwissenschaftler
- Edgar Brenchley (1912–1975), Eishockeyspieler und -trainer
- Michael Evans (1920–2007), Schauspieler
- Robert Leigh-Pemberton, Baron Kingsdown (1927–2013), Bankier
- Peter Branscombe (1929–2008), Germanist
- Aaron Beeney (* 1984), Dartspieler